# Янга, Рангело
Рангело Мария Янга (нидерл. Rangelo Maria Janga; 12 апреля 1992 года, Роттердам, Нидерланды) — нидерландский и кюрасаоский футболист, нападающий клуба «Эйндховен» и сборной Кюрасао.

## Клубная карьера
Янга начинал футбольную карьеру в клубе «Яй Хинд Роттердам», а затем выступал за молодёжные команды «Эксельсиора» из Масслёйса и «Эксельсиора» из Роттердама.
В мае 2009 года перешёл в «Виллем II», подписав с клубом из Тилбурга трёхлетний контракт. За основной состав дебютировал 26 сентября 2010 года в гостевом матче Эредивизи против клуба НАК Бреда, выйдя на замену вместо Яна-Ари ван дер Хейдена на 84-й минуте. 22 января 2011 года забил дебютный гол в матче с «Витессом», принеся своей команде победу. В дебютном сезоне сыграл в чемпионате 18 матчей и забил два гола — «Виллем II» занял последнее место и выбыл в первый дивизион.
Первую игру в Эрстдивизи за «трёхцветных» провёл 22 августа 2011 года против «Дордрехта», а первый гол забил 23 сентября в ворота АГОВВ. В первой половине сезона сыграл только в семи играх, а в декабре 2011 года было объявлено, что оставшуюся часть сезона нападающий проведёт на правах аренды в бывшем клубе «Эксельсиор». 21 января 2012 года дебютировал в команде в домашнем матче чемпионата с НАК — Янга вышел в стартовом составе и на 36-й минуте забил дебютный мяч. Всего провёл в чемпионате 16 матчей и забил два мяча. В мае 2012 года подписал полноценный контракт с «Эксельсиором» на два сезона.
В 2014 году переходит в кипрскую «Омонию» из Арадипу.
В 2015 году перешёл в нидерландский «Дордрехт».
В 2016 году стал игроком словацкого клуба «Тренчин».
В 2018 году выступал за бельгийский «Гент».
20 июля 2018 года подписал двухлетний контракт с казахстанским клубом «Астана». До конца сезона провёл 10 игр, забил 4 гола и стал с командой чемпионом Казахстана. В квалификации Лиги чемпионов УЕФА сыграл три игры, но голов не забил. В июле 2019 года перешёл в болгарский «Левски» за полмиллиона евро.

## Достижения
«Астана»
- Чемпион Казахстана (2): 2018, 2019
- Обладатель Суперкубка Казахстана: 2019

«Аполлон» (Лимасол)
- Победитель чемпионата Кипра — 2021/2022